# Apis (Foronea)
En la mitología griega, Apis (en griego Ἄπις) es el nombre del tercer rey de Foronea (ciudad que después se llamaría Argos) e hijo de Foroneo. Dependiendo del autor su madre es llamada Telédica, Cinna (nombre que se ha conservado corrupto), o bien Peito, pero usualmente es citado como hermano de Níobe. Fue uno de los primeros legisladores de Grecia, pero estableció un gobierno tiránico sobre la ciudad y sus alrededores que sólo finalizó con su muerte, en una conspiración encabezada por Telxión y Telquis. Una tradición posterior afirma que abdicó del trono de Argos en su hermano y se estableció en Egipto, donde reinó y se hizo tan famoso que después de su muerte fue colocado entre los dioses con el nombre de Serapis. Otra versión indica que fue muerto involuntariamente por Etolo cuando, en los juegos fúnebres de Azán, se celebró la primera carrera con caballos de la historia de Grecia. Ninguno de los espectadores era consciente del peligro hasta que el carro conducido por Etolo se salió de la pista y arrolló a Apis.  En una versión tardía a Apis se le llama hijo de Júpiter, acaso asimilándolo con Épafo.